# پارک ویشلینهن
پارک ویشلینهن (به آلمانی: Revierpark Wischlingen) در منطقه هاکاردی در غرب دورتموند آلمان واقع شده است . در میان پارک ویشلینهن دریاچه هاردی قرار دارد . مردم دورتموند خستگی خود را از کار روزانه در پارک ویشلینهن بر طرف می‌کنند . پارک ویشلینهن یک پارک کنسرت در فضای باز است . 

## جاذبه‌های توریستی
- استخر آب شور ، سونا و جکوزی
- اسکیت روی یخ
- باشگاه بدنسازی
- زمین گلف
- تالار ویشلینهن
- کلیسای ویشلینهن
- پناهگاه حیوانات
- دریاچه هاردی
- دریاچه پارک

## دسترسی به پارک
- ایستگاه مترو ویشلینهن
- ایستگاه مترو برومر